# Erwin Panofsky

Erwin Panofsky

Erwin Panofsky (geboren am 30. März 1892 in Hannover; gestorben am 14. März 1968 in Princeton, New Jersey, USA) gilt als einer der bedeutendsten Kunsthistoriker des 20. Jahrhunderts und als Mitbegründer der Ikonologie.

## Leben

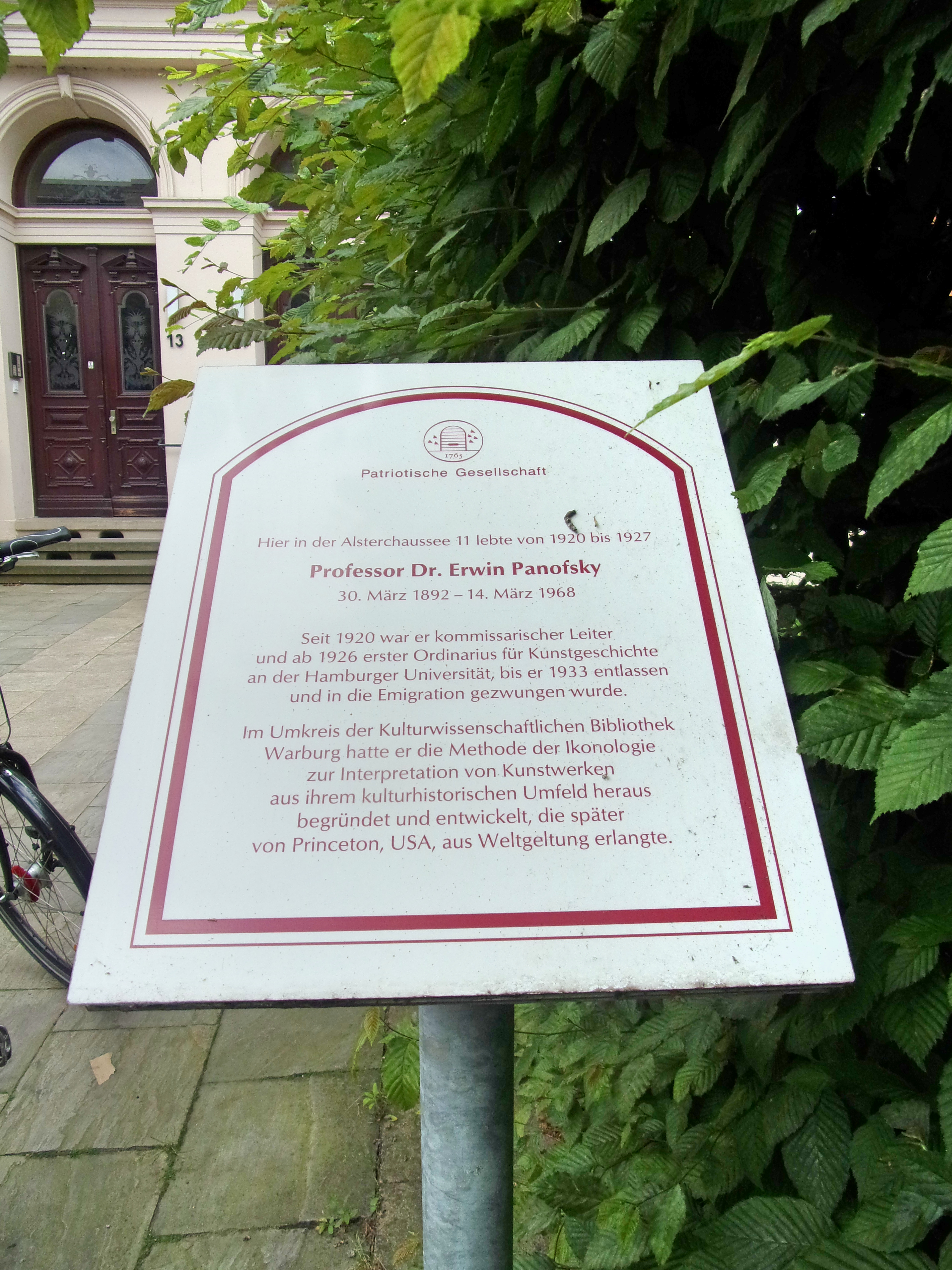
Tafel vor dem einstigen Wohnhaus Alsterchaussee 11 in Hamburg-Rotherbaum (2021)

Erwin „Pan“ Panofsky stammte mütterlicherseits aus einer über 100 Jahre in Hannover ansässigen jüdisch-deutschen Kaufmanns- und Bankiersfamilie, väterlicherseits aus einer in Schlesien ansässigen jüdisch-deutschen Unternehmer- und Kaufmannsfamilie. Er war der älteste Sohn des Kaufmanns Arnold Panofsky aus Tarnowitz (Oberschlesien) und der hannoverschen Bürgerstochter Cäcilie Solling. 1891–1894 wohnte die Familie in der Herrenstraße 11 in Hannover (Erwin Panofskys Geburtshaus), 1895/96 in der Langen Laube 46, 1897–1902 in der Heinrichstraße 32. Sein Onkel besaß das Bankhaus Carl Solling & Co. in Hannover. Panofsky besuchte zunächst für kurze Zeit das Kaiser-Wilhelm-Gymnasium in Hannover, ab 1902 dann das renommierte Joachimsthalsche Gymnasium in Berlin, wohin die Familie nach dem Rückzug des Vaters aus dem Erwerbsleben gezogen war.
Ab Sommersemester 1910 studierte Panofsky zunächst Rechtswissenschaft, dann Kunstgeschichte, Geschichte und Philosophie an den Universitäten Freiburg, München und Berlin bei Heinrich Wölfflin, Edmund Hildebrandt, Werner Weisbach und Adolph Goldschmidt. Am 18. Juli 1914 wurde er bei Wilhelm Vöge, der ihn einst durch seine Dürervorlesung zur Aufgabe seines ersten Studienfachs, der Rechtswissenschaft, motiviert hatte, in Freiburg mit einer Dissertationsschrift über Die theoretische Kunstlehre Albrecht Dürers (Dürers Ästhetik), unter diesem Titel als Teildruck erschienen bei Georg Reimer Berlin, promoviert, nachdem er mit einer umfangreicheren Arbeit zum selben Thema den ersten Preis der Grimm-Stiftung gewonnen hatte. Im August desselben Jahres meldete er sich freiwillig zum Militärdienst, wurde aber wegen eines Leistenbruchs vorübergehend vom Dienst befreit. Er studierte in Berlin weiter und veröffentlichte seine Dissertation mit dem Titel Dürers Kunsttheorie, vornehmlich in ihrem Verhältnis zur Kunsttheorie der Italiener. Im Jahr 1920 reichte er an der Universität Hamburg, wo Gustav Pauli zu seinen Förderern zählte, seine Habilitationsschrift ein und begann als Privatdozent zu lehren.

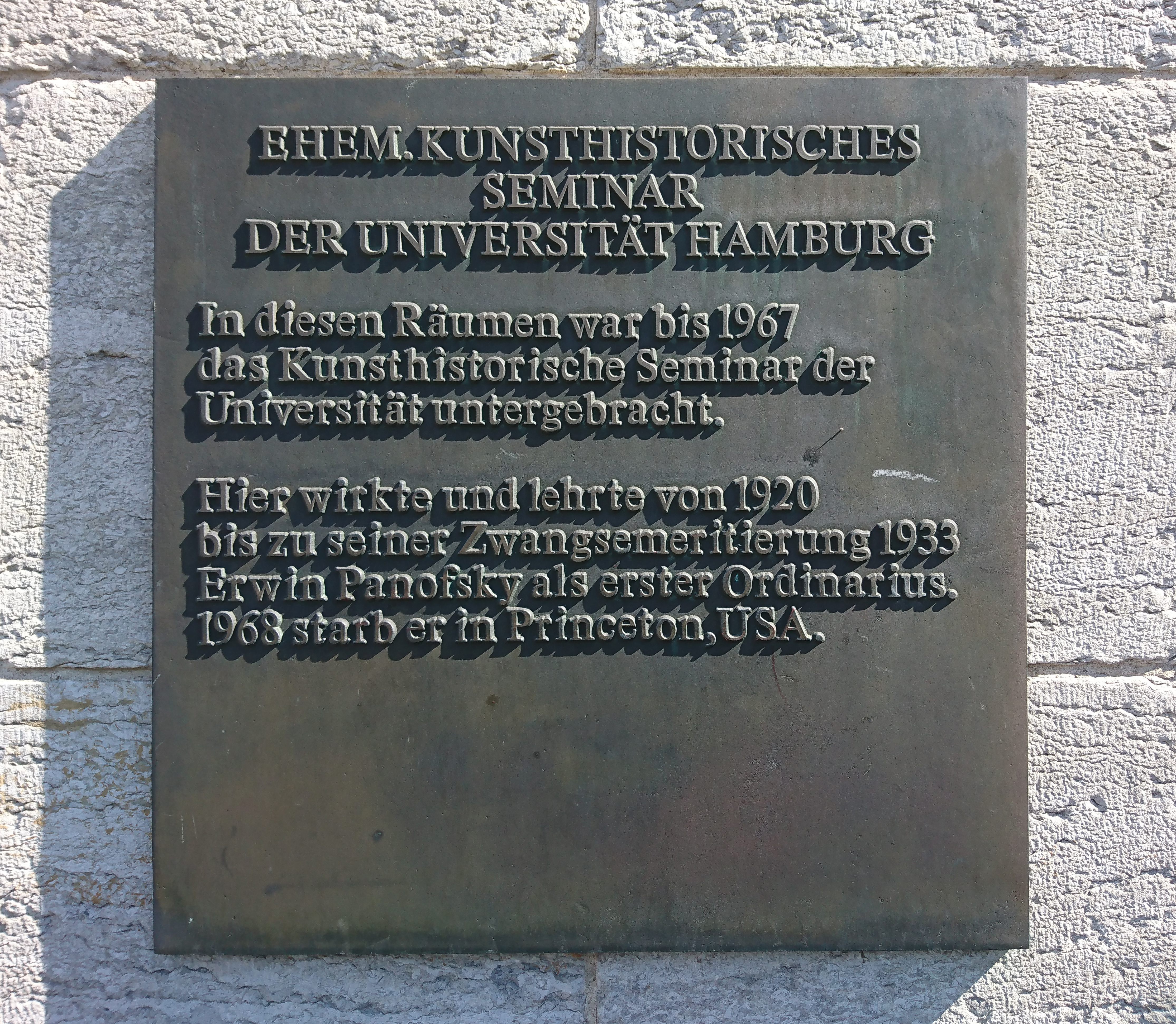
Gedenktafel zur Erinnerung an Erwin Panofsky und das von ihm geleitete Kunsthistorische Seminar im südlichen Erweiterungsbau der Kunsthalle (2019)

 Im Juni 1921 wurde ihm die Leitung des Seminars mit Prüfungserlaubnis übertragen, erst 1927 wurde er dort ordentlicher Professor. Er lehrte und forschte in Hamburg, unterstützt durch das einzigartige Forschungsinstrument der kulturwissenschaftlichen Bibliothek Warburg in enger Verbindung mit deren Leiter Fritz Saxl, bis er nach der nationalsozialistischen Machtübernahme 1933 auf der Grundlage des Gesetzes zur Wiederherstellung des Berufsbeamtentums entlassen wurde. Anschließend emigrierte er in die USA, wo er bereits 1931/1932 an der New York University eine Gastprofessur wahrgenommen hatte.
Bereits damals hatte sich ein erster Kontakt zu Princeton (New Jersey), seinem späteren Wohnort und Forschungsstandort ergeben, da er zu einem Vortrag und einem Doktorandenkolloquium an die Princeton University eingeladen worden war. Während eines zweiten New-York-Besuches erreichte ihn dann die Nachricht seiner bevorstehenden Entlassung in Deutschland. Um seine Emigration vorzubereiten und drei seiner dortigen Schüler noch zu promovieren, kehrte er jedoch zunächst noch einmal für kurze Zeit nach Hamburg zurück. Als er 1934 eine weitere Gastprofessur für drei Semester an der New York University erhielt, die durch eine Lehrtätigkeit an der Princeton University ergänzt wurde, war seine Existenz im Exil fürs erste gesichert. Doch schon bald erhielt er den Ruf an das neugegründete Institute for Advanced Study in Princeton (New Jersey), den er 1935 annahm. Damit war seine berufliche Position in den USA nunmehr endgültig gefestigt, was ihm erlaubte, einen Ruf an die University of Chicago nun ebenso abzulehnen wie den konkurrierenden der New York University.
Während seiner langjährigen Lehr- und Forschungstätigkeit in den USA leistete Panofsky einen wesentlichen Beitrag zum Aufbau der damals dort noch in den Kinderschuhen steckenden Disziplin. Allerdings geriet er gegenüber der neuen Modeströmung Abstrakter Expressionismus in der Vir-Heroicus-Kontroverse in die Defensive. Panofsky schrieb an Art News, nachdem das Februarheft 1951 der Zeitschrift ein großformatiges rotes, abstraktes Gemälde von Barnett Newman mit dem etwas pompösen Titel „Vir Heroicus Sublimus“ vorgestellt hatte, einen kritischen Leserbrief, der die seiner Meinung nach fehlerhafte lateinische Endung sublimus (statt sublimis) kritisierte. Daraufhin kam es zu einer Leserbriefkontroverse mit Newman, der mit der Hilfe seines Freundes Meyer Schapiro zwar nachweisen konnte, dass sublimus tatsächlich als Nebenform von sublimis belegbar ist, was jedoch natürlich an dem Sachverhalt, dass es sich angesichts der extremen Seltenheit dieses Phänomens um einen Fehler handelte, nichts änderte und insofern keinen ernst zu nehmenden Einwand gegen Panofskys Kritik darstellte. Allerdings hätte Panofsky an dem Umstand, dass der in der Bildlegende unterlaufene Fehler im Text des Artikels nicht wiederholt worden war, erkennen müssen, dass es sich hier um einen simplen Druckfehler und nicht, wie von ihm unterstellt, um einen durch mangelnde Sprachkenntnisse verursachten Lateinfehler handelte. In Wahrheit ging es aber nicht um richtiges oder falsches Latein oder um Druckfehler, sondern um die Bedeutung historischer, literarischer und sprachlicher Bildung für die Kunst und Kunstwissenschaft auf der einen und die Diskreditierung Panofskys als Wissenschaftler und vor allem als Kunstsachverständiger auf der anderen Seite, der in seinem Leserbrief auch freimütig seine Schwierigkeiten mit der Würdigung der modernen Kunst zugegeben hatte („I find it increasingly hard to keep up with contemporary art“). Das „gemeinsame Kunstwollen äußert sich in kontroversen Gestalten: bei Panofsky im beschreibenden Festhalten am neuzeitlichen Decorum, dem ‚Schönen‘; bei Newman in der künstlerischen Erneuerung des ‚Sublimen‘.“
Seit seiner Emigration publizierte Panofsky in englischer Sprache und passte sich durch einen eingängigeren Sprachstil und die Veröffentlichung von Überblicksdarstellungen den geringeren Bildungsvoraussetzungen seines neuen Publikums an. Die Beschäftigung mit methodologischen Fragestellungen trat dementsprechend in den Hintergrund. Nach seiner Emeritierung im Jahr 1962 wurde Panofsky zum Samuel Morse Professor of Fine Arts an der NYU ernannt. Nach dem Tode seiner ersten Frau Dora heiratete Panofsky 1966 die Kunsthistorikerin Gerda Soergel.
Bei der Emigration Panofskys konnten zwar wichtige Teile der persönlichen Habe „an Möbeln und anderen Erbstücken“, das Inventar „der Hamburger Privatwohnung in der Alten Rabenstraße Nr. 34“, in die USA verschifft werden. Doch Panofskys Habilitationsschrift Die Gestaltungsprincipien Michelangelos, besonders in ihrem Verhältnis zu denen Raffaels und die gesamten diesbezüglichen Materialien waren im Dienstzimmer zurückgeblieben, „das er als Geächteter nicht mehr betrat“, und waren – auch nach dem Kriegsende – nicht mehr aufzufinden. Das hand- und maschinenschriftlich ergänzte und korrigierte Typoskript der Arbeit wurde erst im August 2012 von Stephan Klingen in einem Tresor im Zentralinstitut für Kunstgeschichte in München entdeckt. Der Tresor hatte seinem 1933 in Deutschland verbliebenen und 1978 verstorbenen Schüler Ludwig Heinrich Heydenreich gehört, der 1946 Gründungsrektor des Zentralinstituts für Kunstgeschichte war. Heydenreich hatte 1934 Panofskys Nachfolge in Hamburg angetreten und nach dem Krieg wieder freundschaftliche Beziehungen zu Panofsky geknüpft. Obwohl er mit ihm über die Notwendigkeit, das Michelangelobuch doch noch zu schreiben, korrespondierte, hatte er ihn nie darüber informiert, dass er im Besitz der verschollen geglaubten Habilitationsschrift war.

## Auszeichnungen
Panofsky war Mitglied zahlreicher gelehrter Gesellschaften und Akademien, so etwa der American Philosophical Society und der American Academy of Arts and Sciences (1948), der Königlich Niederländischen Akademie der Wissenschaften (1954), der British Academy (1955) und der Deutschen Akademie für Sprache und Dichtung (1957). 1967 wurde er Mitglied des Ordens Pour le Mérite.
Erwin Panofsky hat zu Lebzeiten und danach viele Auszeichnungen und Preise erhalten. Die Universität Hamburg hat im Jahr 2000, 67 Jahre nach seiner Entlassung, einen Hörsaal nach ihm benannt.

## Wissenschaftliche Leistung
In den 1920er Jahren veröffentlichte Panofsky mehrere Aufsätze zur kunstwissenschaftlichen Methodik, wobei er an die Philosophie Immanuel Kants sowie an die Arbeiten des Wiener Kunsthistorikers Alois Riegl anschloss. Er griff das von Riegl erfundene Konzept des Kunstwollens auf und verarbeitete es erstmals 1920 in einem Aufsatz zum Thema „Der Begriff des Kunstwollens“. Sein 1925 erschienener Artikel „Über das Verhältnis der Kunstgeschichte zur Kunsttheorie“ schloss direkt daran an. Darin versuchte er, das Kunstwollen als neo-kantianische Kategorie für die Kunstgeschichte einzuführen. Er sah die Eigenschaften „Fülle“ bzw. „Form“ als die Äquivalente von Kants apriorischen Anschauungsformen „Raum“ und „Zeit“, d. h. als jene Grundeigenschaften, auf die alle anderen künstlerischen Entscheidungen zurückgeführt werden können. Alle Kunstwerke können seiner Meinung nach auf einer gedachten Skala zwischen diesen beiden Extrempolen eingeordnet werden.
Etwa zeitgleich arbeitete er an der Schrift Idea (1924), die – stark beeinflusst von Überlegungen Ernst Cassirers in Substanzbegriff und Funktionsbegriff (1910) und in direkter Auseinandersetzung mit dessen zeitgleich entworfenem Aufsatz Eidos und Eidolon (1924) – einen wichtigen methodologischen Impuls einer kunsthistorischen Begriffsgeschichte bildete. Dieser Tradition und Methodik folgten später unter anderem Michael Baxandall und Wolfgang Kemp.
In Hamburg begründete Panofsky zusammen mit Aby Warburg, Fritz Saxl und Ernst Cassirer die Hamburger kunsthistorische Schule. Er stand nach 1933 dem Warburg Institut sehr nahe. Panofskys hauptsächliches Interesse galt der Erforschung der Bedeutung in der Kunst, womit nicht nur der dargestellte Inhalt, sondern auch dessen Quellen und Rezeption zur Entstehungszeit des jeweiligen Kunstwerk gemeint waren, also das Verstehen seines historischen und sozialen Kontextes und damit auch der gewählten Formen und Motive.
Mit seiner Methode setzte sich Panofsky von dem damals vorherrschenden Formalismus (Heinrich Wölfflin, Alois Riegl) in der Kunstgeschichtsschreibung ab, der durch vergleichende Stilanalyse und Stilkritik (Komposition, Farbe, Linien, Textur) eine qualitative, zuschreibungsorientierte und chronologische Einordnung der Kunstwerke betrieb.
Erwin Panofsky entwickelte für das, was er Ikonologie nannte, ein dreistufiges Modell, das einer immer komplexer werdenden Interpretation gerecht werden sollte:

## Interpretationsschema
Das von Erwin Panofsky entwickelte Interpretationsschema zur Deutung von Kunstwerken ist in drei Untersuchungsphasen aufgeteilt, die jeweils eine Bedeutungsschicht des zu interpretierenden Kunstwerkes aufdecken sollen.

### Die drei Untersuchungsphasen

#### Vorikonographische Beschreibung
Formen sind für Panofsky Konfigurationen aus Farben-, Linien- und Körpermustern, die wiederum einen Teil der allgemeinen visuellen Welt darstellen.
Bei der vorikonographischen Beschreibung sollen Formen oder Darstellungen als primäre oder natürliche Bedeutungsträger (künstlerische Motive) identifiziert werden. Die Motive können tatsachenhafte oder ausdruckshafte Bedeutung haben. Konfigurationen sollen als Objekte (beispielsweise als Menschen, Pflanzen oder Gegenstände) und gegenseitige Beziehungen der Objekte sollen als Ereignisse (beispielsweise als Gespräch oder Umarmung) identifiziert werden. Diese erkannten Motive haben eine tatsachenhafte Bedeutung. Auch sollen Atmosphären, Stimmungen, Gestiken, Mimiken usw. (Motive mit ausdruckshafter Bedeutung) erkannt werden.
Voraussetzungen für die vorikonographische Beschreibung sind die „praktische Erfahrung (Vertrautheit mit Gegenständen und Ereignissen)“ und ggf. literarische Quellen, wenn beispielsweise ein veraltetes Werkzeug nicht erkannt werden kann. Eine präzise Auflistung aller Motive stellt den Abschluss der vorikonographischen Beschreibung dar und die primäre oder natürliche Bedeutung ist erfasst.

#### Ikonographische Analyse
Hierbei werden Motive und/oder Motivkombinationen (Kompositionen) als sekundäre oder konventionale Bedeutungsträger zu Themen oder Konzepten zugeordnet. Motive sollen als Bilder, Symbole oder Attribute und Kompositionen als Personifikationen, Allegorien oder Anekdoten identifiziert werden.
„Es [die sekundäre oder konventionale Bedeutung] wird durch die Erkenntnis erfasst, daß eine männliche Gestalt mit einem Messer den heiligen Bartholomäus repräsentiert, daß eine weibliche Gestalt mit einem Pfirsich in der Hand eine Personifikation der Wahrhaftigkeit ist […] oder daß zwei Gestalten, die auf bestimmte Weise gegeneinander kämpfen, für den Kampf von Laster und Tugend einstehen.“
Voraussetzungen für eine ikonographische Analyse sind eine korrekte vorikonographische Beschreibung und die „Kenntnis literarischer Quellen (Vertrautheit mit bestimmten Themen und Vorstellungen)“.
Schließlich soll ein Thema oder ein Konzept, das bewusst von dem Künstler in dessen Werk integriert wurde, formuliert werden, wodurch die sekundäre oder konventionale Bedeutung aufgedeckt wird.

#### Ikonologische Interpretation
Die identifizierten Bildelemente aus den ersten beiden Untersuchungsphasen (Formen, Motive, Themen usw.) sollen als symbolische Werte erkannt werden. Während bei der vorikonographischen Beschreibung und der ikonographischen Analyse die Bildelemente als Eigenschaften und Merkmale des Kunstwerkes behandelt werden, sind diese bei der ikonologischen Interpretation als symbolische Werte, denen beispielsweise nationale, epochale, religiöse oder philosophische Prinzipien zugrunde liegen, zu sehen, so dass die Elemente und das gesamte Kunstwerk in einen größeren Zusammenhang gestellt werden. Das Kunstwerk ist unter diesem Blickwinkel betrachtet ein Zeitdokument und/oder ein Dokument der Persönlichkeit des Künstlers oder Auftraggebers.
Bei der ikonologischen Interpretation wird interdisziplinär gearbeitet.
Mögliche ikonologische Fragestellungen wären: „Warum hat ein bestimmter Künstler in vielen seiner Werke das gleiche Motiv verwendet?“ oder „Weshalb tauchen in vielen Kunstwerken verschiedener Künstler einer Epoche und Nation die gleichen Themen auf?“
Voraussetzungen für die ikonologische Interpretation sind eine korrekte ikonographische Analyse und die „synthetische Intuition (Vertrautheit mit den wesentlichen Tendenzen des menschlichen Geistes)“. Es sollen also symbolische Werte, die der Künstler oft unbewusst in sein Kunstwerk hat einfließen lassen und die sogar von seiner beabsichtigten Aussage abweichen können, aufgezeigt und interpretiert werden, wodurch die eigentliche Bedeutung oder der Gehalt erfasst wird.

### Das Korrektivprinzip
Zur Prüfung des Interpretationsschemas soll ein Korrektivprinzip angewendet werden.
Die vorikonographische Beschreibung soll mittels der „Stil-Geschichte (Einsicht in die Art und Weise, wie unter wechselnden historischen Bedingungen Gegenstände und Ereignisse durch Formen ausgedrückt wurden)“ abgesichert werden.
Die ikonographische Analyse soll mit der „Typen-Geschichte (Einsicht in die Art und Weise, wie unter wechselnden historischen Bedingungen bestimmte Themen oder Vorstellungen durch Gegenstände und Ereignisse ausgedrückt wurden)“ geprüft werden.
Die ikonologische Interpretation soll mit Hilfe der „Geschichte kultureller Symptome oder Symbole allgemein (Einsicht in die Art und Weise, wie unter wechselnden historischen Bedingungen wesentliche Tendenzen des menschlichen Geistes durch bestimmte Themen und Vorstellungen ausgedrückt wurden)“ wenn nötig korrigiert werden.

### Wertung
1955 veröffentlichte Panofsky eine Sammlung von Aufsätzen in einem Sammelband unter dem Titel Meaning in the Visual Arts, der inzwischen zu den Klassikern der kunsthistorischen Literatur gehört. 1975 erschien der Sammelband unter dem Titel Sinn und Deutung in der bildenden Kunst in deutscher Übersetzung.
Die Methode der Ikonologie, die sich im Anschluss an Erwin Panofsky entwickelt hatte, wurde seit Mitte der 1950er Jahre kritisch diskutiert, teilweise auch heftig (Otto Pächt, Oskar Bätschmann, Svetlana Alpers). Allerdings hat unter den Kritikern bislang niemand ein Interpretationsmodell gefunden, das jenes von Panofsky völlig ersetzen könnte.
Für die Interpretation der christlichen Kunst, die Panofsky zeitlebens erforschte, bleibt das ikonographische Interesse am Text als möglicher Quelle weiterhin wichtig, denn die Bedeutung christlicher Bilder und Architekturen ist eng mit dem Inhalt biblischer, liturgischer und theologischer Texte verbunden, die von Auftraggebern, Künstlern und Rezipienten meist als autoritativ angesehen wurden.

## Veröffentlichungen (Auswahl)
Das maßgebliche Werkverzeichnis in Dieter Wuttke 2014 (s. unten). Titellinks führen zu den vollständigen Texten, archiviert im Viewer oder als PDF.
- Die Theoretische Kunstlehre Albrecht Dürers (Dürers Ästhetik). Dissertation Freiburg. Georg Reimer, Berlin 1914.
- Dürers Kunsttheorie, vornehmlich in ihrem Verhältnis zur Kunsttheorie der Italiener. G. Reimer, Berlin 1915. (Neuauflage: Walter de Gruyter, Berlin/Boston 2011, ISBN 978-3-11-150296-0.)
- Die Gestaltungsprincipien Michelangelos besonders in ihrem Verhältnis zu denen Raffaels. Habilitation. Hamburg 1920, aus dem Nachlass hrsg. von Gerda Panofsky. Walter de Gruyter, Berlin/Boston 2014, ISBN 978-3-11-031047-4.
- Handzeichnungen Michelangelos (= Bibliothek der Kunstgeschichte 34). E. A. Seemann, Leipzig 1922.
- Dürers Stellung zur Antike (= Kunstgeschichtliche Einzeldarstellungen. Folge der Nachdrucke aus dem Jahrbuch für Kunstgeschichte 5). Österreichische Verlagsgesellschaft Eduard Hölzel & Co., Wien 1922.
- mit Fritz Saxl: ››Melencholia I‹‹: eine quellen- und typengeschichtliche Untersuchung (= Studien der Bibliothek Warburg 2). Teubner, Leipzig/Berlin 1923.
- Idea. Ein Beitrag zur Begriffsgeschichte der älteren Kunsttheorie (= Studien der Bibliothek Warburg 5). Teubner, Leipzig/Berlin 1924.
- Die deutsche Plastik des elften bis dreizehnten Jahrhunderts. Wolff, München 1924.
- Perspektive als „symbolische Form“ (= Vorträge der Bibliothek Warburg 1924/1925). Teubner, Leipzig/Berlin 1927.
- „Imago Pietatis“. Ein Beitrag zur Typengeschichte des „Schmerzensmanns“ und der „Maria Mediatrix“. In: Festschrift für Max Friedländer zum 60. Geburtstage. E. A. Seemann, Leipzig 1927, S. 261–308.
- Hercules am Scheidewege und andere antike Bildstoffe in der neueren Kunst. (= Studien der Bibliothek Warburg 18). Teubner, Leipzig/Berlin 1930.
- Zum Problem der Beschreibung und Inhaltsdeutung. In: Logos 21 (1932), S. 103–119.

### Veröffentlichungen seit der Emigration
- mit Fritz Saxl: Classical Mythology in Mediaeval Art. In: Metropolitan Museum Studies 4.2 (1933), S. 228–280.
- Studies in Iconology. Humanistic Themes in the Art of the Renaissance. Oxford University Press, New York 1939. (erweiterte Neuausgabe Harper Torch, New York u. a. 1962. Ins Deutsche übersetzt von Dieter Schwarz: Studien zur Ikonologie. Humanistische Themen in der Kunst der Renaissance. DuMont, Köln 1980, ISBN 3-7701-0937-6.)
- The Codex Huygens and Leonardo da Vinci’s Art Theory. The Warburg Institute, London 1940.
- Albrecht Dürer. Band 1: The Life and Art of Albrecht Dürer. Band 2: Handlist, concordances, and illustrations. Princeton University Press, Princeton, NJ, 1943, rev. 1955, ISBN 0-691-00303-3. (Das Leben und die Kunst Albrecht Dürers. Ins Deutsche übersetzt von Lise Lotte Möller. Wissenschaftliche Buchgesellschaft, Darmstadt 1977.)
- Gothic Architecture and Scholasticism. Archabbey Press, Latrobe (PA) 1951. (Thomas Frangenberg (Hrsg.): Gotische Architektur und Scholastik. Ins Deutsche übersetzt von Helga Willinghöfer. DuMont, Köln 1989, ISBN 3-7701-2105-8.)
- Early Netherlandish Painting. Harvard University Press, Cambridge (MA) 1953. (Die altniederländische Malerei: ihr Ursprung und Wesen. Ins Deutsche übersetzt von Jochen Sander und Stephan Kemperdick. 2 Bde., Köln 2001, ISBN 3-7701-3857-0.)
- Galileo as a Critic of the Arts. Nijhoff, The Hague 1954. (Galileo Galilei und die Bildkünste. Ins Deutsche übersetzt von Heinz Jatho, vorgestellt von Horst Bredekamp. Diaphanes Verlag, Zürich 2012, ISBN 978-3-03734-149-0.)
- Meaning in the Visual Arts. Doubleday, Garden City, N. Y. 1955. (Sinn und Deutung in der bildenden Kunst. Ins Deutsche übersetzt von Wilhelm Höck. DuMont, Köln 1975, ISBN 3-7701-0801-9, Kapitel Ikonographie und Ikonologie, S. 36–50 und Anmerkungen, S. 63f.)
- Renaissance and Renascences in Western Art. Almqvist & Wiksell, Stockholm 1960. (Die Renaissancen der europäischen Kunst. Ins Deutsche übersetzt von Horst Günther. Suhrkamp, Frankfurt am Main 1979, ISBN 3-518-07508-X.)
- A Mythological Painting by Poussin. Nationalmuseum Stockholm, Stockholm 1960.
- mit Raymond Klibansky und Fritz Saxl: Saturn and Melancholy. Studies in the History of Natural Philosophy, Religion and Art. Nelson, London 1964.
- „The Mouse That Michelangelo Failed to Carve.“  In: Essays in Memory of Karl Lehmann, New York University Institute of Fine Arts, New York 1964, S. 242–255.

### Posthume Veröffentlichungen
- Problems in Titian, Mostly Iconographic. New York University Press, New York 1969 (= The Wrightsman Lectures, 2).
- Aufsätze zu Grundfragen der Kunstwissenschaft. Wissenschaftsverlag Spiess, Berlin 1974.
- Ikonographie und Ikonologie. In: Ekkehard Kaemmerling (Hrsg.): Bildende Kunst als Zeichensystem. Ikonographie und Ikonologie. Band 1: Theorien – Entwicklung – Probleme. DuMont, Köln 1994, S. 207–225.
- Zur Verteidigung des Elfenbeinturms. In: Der Architektur-Rabe (= Der Rabe, Nr. 41), Zürich 1994, S. 147–155 [erstm. ca. 1957, Vortrag 1953].
- Three Essays on Style. Hrsg. und eingeleitet von Irving Lavin, mit einer Erinnerung von William S. Heckscher. MIT Press, Cambridge (Mass.)/London 1995, ISBN 0-262-16151-6. „What Is Baroque?“ (unveröffentl. Transkript einer Vorlesung am Vassar College 1935), „Style and Medium in the Motion Pictures“ (1936, rev. 1947), „The Ideological Antecedents of the Rolls-Royce Radiator“ (1963).
- Karen Michels, Martin Warnke (Hrsg.): Deutschsprachige Aufsätze. (= Studien aus dem Warburg-Haus, Band 1). Akademie Verlag, Berlin 1998, ISBN 3-05-002764-9.
- Dieter Wuttke (Hrsg.): Erwin Panofsky. Korrespondenz 1910–1968. Eine kommentierte Auswahl in fünf Bänden. Harrassowitz Verlag, Wiesbaden.
  - Band I: Korrespondenz 1910–1936. 2001, ISBN 3-447-04448-9.
  - Band II: Korrespondenz 1937–1949. 2003, ISBN 3-447-04564-7.
  - Band III: Korrespondenz 1950–1956. 2006, ISBN 3-447-05373-9.
  - Band IV: Korrespondenz 1957–1961. 2008, ISBN 978-3-447-05784-4.
  - Band V: Korrespondenz 1962–1968. 2011, ISBN 978-3-447-06277-0.
  - Kumulationen. Ergänzungsband zur Erwin-Panofsky-Korrespondenz 1910 bis 1968. 2014, ISBN 978-3-447-10165-3 (im Band irrtümlich 987).
- Gereon Becht-Jördens (Hrsg.): Ewig die Liebe allein. Erwin Panofsky, der sich auch Pan nennt. Lateinische Gedichte, gesammelt, revidiert, berichtigt und mit einigen knappen Anmerkungen versehen. Mit Einleitung in lateinischer und deutscher Sprache sowie deutschen Versübertragungen, Königshausen & Neumann, Würzburg 2018, ISBN 978-3-8260-6260-5.